# سفارة كندا في النرويج
سفارة كندا في النرويج هي أرفع تمثيل دبلوماسي لدولة كندا لدى النرويج. تقع السفارة في أوسلو وهي تهدف لتعزيز المصالح الكندية في النرويج.

## وصلات خارجية
- الموقع الرسمي
- قائمة سفارات كندا
- قائمة السفارات في النرويج